# Ebrima D. N’Jie
Ebrima Daour N’Jie (* 23. August 1910 in der Casamance; † 19. Oktober 1970) war ein Politiker in der britischen Kolonie Gambia.

## Leben
| Parlamentswahl | Stimmen | Stimmanteil |
| -------------- | ------- | ----------- |
| 1960           | 415     | 31,06 %     |

| Parlamentswahl | Stimmen | Stimmanteil |
| -------------- | ------- | ----------- |
| 1961           | 2.499   | 58,21 %     |

| Parlamentswahl | Stimmen | Stimmanteil |
| -------------- | ------- | ----------- |
| 1962           | 2.099   | 65,02 %     |
| 1966           | 2.099   | 65,02 %     |

### Familie, Ausbildung und beruflicher Werdegang
N’Jie, der in der Casamance geboren ist, stammt teils von den Wolof, teils von den Diola ab. Er war der Halbbruder von dem Politiker P. S. N’Jie, blieb aber im Gegensatz zu diesem sein ganzes Leben lang ein Muslim. In Bathurst besuchte er die Methodist Boys’ High School.
Im Januar 1928 trat er in den öffentlichen Dienst als Angestellter der Zollbehörde. In den folgenden 15 Jahren war er in verschiedenen Regierungsstellen tätig, bevor er 1944 ein Regierungsstipendium für ein Studium der Sozialwissenschaften an der London School of Economics erhielt. Im Oktober 1946 kehrte er in seine Heimat zurück und wurde zum Sozialhilfebeamten ernannt. Im Mai 1950 wurde er zum stellvertretenden Arbeitsminister ernannt. Nach seiner Pensionierung im Oktober 1955 ließ er sich am Lincoln’s Inn in London zum Anwalt ausbilden und kehrte nach seiner Zulassung 1958 nach Bathurst zurück, wo er in die Anwaltskanzlei seines Bruders eintrat.

### Politisches Wirken
N’Jie trat bei den Parlamentswahlen 1960 in Britisch-Gambia als Kandidat und Gründungsmitglied der United Party (UP) im Wahlkreis Kombo West an. Er gewann 31,06 % der Stimmen aber konnte den Wahlkreis nicht gewinnen und unterlag sein parteilosen Gegenkandidaten Howsoon O. Semega-Janneh der 42,07 % der Stimmen auf sich vereinigte. Auch John Colley Faye von der Partei Democratic Congress Alliance (DCA) kämpfte um diesen Wahlkreis, erreichte aber weniger Stimmen als N’Jie. Im Januar 1961 kam es zur Nachwahl, nachdem Alasan N. Touray (UP) aus technischen Gründen abgesetzt worden war, im Wahlkreis Niani-Saloum bei dem N’Jie mit Omar J. Sise von der People’s Progressive Party (PPP) um den Wahlkreis kämpfte und diesen mit 58,21 % der Stimmen gewann und dadurch ein Sitz im House of Representatives erlangte. Bei den folgenden Parlamentswahlen 1962 konnte N’Jie den Wahlkreis Saloum, der Wahlkreis Niani-Saloum wurde ab diese Wahl geteilt, erfolgreich mit 65,02 % der Stimmen halten. Sein Gegenkandidat von der PPP, Malick Lowe, unterlag.
1962 war N’Jie stellvertretender Vorsitzender der UP geworden und führte die Partei während der häufigen Auslandsaufenthalte seines Bruders. Ende 1964 handelte er einen Koalitionspakt mit der PPP aus, der dazu führte, dass er kurz nach der Unabhängigkeit von Großbritannien im Februar 1965 im Kabinett Jawara I zum Gesundheitsminister ernannt wurde, doch wurde er im Juni 1965 entlassen, nachdem sich die UP gegen die Entscheidung zur Einführung eines Republikreferendums ausgesprochen hatte.
1966 wurden Parlamentswahlen in Gambia durchgeführt. N’Jie trat wieder als gemeinsamer Kandidat der United Party und der Gambia Congress Party (GCP) im Wahlkreis Saloum an und erlangte 60,90 % der Stimmen nach Kebba A. Bayo von der PPP. Mit der Zustimmung der PPP wurde er 1968 zum stellvertretenden Sprecher des Repräsentantenhauses ernannt. Im Mai 1970 setzte eine Gruppe von UP-Führern unter der Leitung von M. C. Cham, die mit P. S. N’Jie unzufrieden waren, letzteren als Führer ab und wählte Ebrima D. N’Jie zu dessen Nachfolger. Bevor er jedoch seine Führungsqualitäten unter Beweis stellen konnte, kam er am 19. Oktober 1970 bei einem Autounfall ums Leben.